# Contatto (album Negramaro)
Contatto è l'ottavo album in studio del gruppo musicale italiano Negramaro, pubblicato il 13 novembre 2020 dalla Sugar Music.

## Descrizione
Il progetto discografico, prodotto dal tastierista Andrea Mariano con Orang3, si compone di dodici tracce scritte e composte da Giuliano Sangiorgi, tranne nella traccia Non è vero niente in cui collabora con la cantautrice Madame.

In un'intervista a Il Fatto Quotidiano la band ha raccontato il significato dell'album:

## Accoglienza
| Recensione | Giudizio |
| ---------- | -------- |
| Newsic     | 9/10     |
| Rockol     | 6/10     |

Claudio Cabona di Rockol scrive che il progetto presenti «una buona varietà musicale», il cui collegamento tra le tracce risulta essere «un utilizzo mirato dei sintetizzatori, tastiere ed elettronica che restituiscono una dimensione a cavallo fra un recupero di sonorità anni '80 e '90 e suoni più contemporanei». Sebbene ne apprezzi la produzione, Cabona afferma che sebbene «alcune riescono a far abbracciare sound e parole in modo convincente e concreto, altre non hanno lo stesso bilanciamento e al momento dell'ascolto non offrono la stessa sensazione di compattezza».

## Tracce
Testi e musiche di Giuliano Sangiorgi, eccetto dove indicato.
1. Noi resteremo in piedi – 4:03
2. Mandiamo via l'inverno – 3:57
3. Non è vero niente (con Madame) – 3:21 (testo: Giuliano Sangiorgi, Francesca Calearo)
4. Devi solo ballare – 3:28
5. Come non fosse successo mai niente – 3:03
6. E se domani ti portassi al mare – 3:42
7. Scegli me – 3:29
8. Contatto – 3:14
9. Non è mai per sempre – 4:13
10. La cura del tempo – 4:02
11. La terra di nessuno – 3:46
12. Dalle mie parti – 8:36

Riedizione streaming
1. Ora ti canto il mare – 3:14 (Giuliano Sangiorgi, Andrea Mariano)

## Classifiche

### Classifiche settimanali
| Classifica (2020) | Posizione massima |
| ----------------- | ----------------- |
| Italia            | 2                 |
| Svizzera          | 79                |

### Classifiche di fine anno
| Classifica (2020) | Posizione |
| ----------------- | --------- |
| Italia            | 66        |